# Zbigniew Latała
Zbigniew Józef Latała (ur. 15 stycznia 1955 w Krakowie) – polski artysta i naukowiec, profesor zwyczajny Politechniki Krakowskiej im. Tadeusza Kościuszki, kierownik Pracowni Inżynierii Wzornictwa Przemysłowego.

## Życiorys
Podwójny absolwent Akademii Górniczo-Hutniczej im. Stanisława Staszica w Krakowie. W 1983 ukończył studia na Wydziale Geologiczno-Poszukiwawczym, a w 2006 studia z zakresu nowoczesnej grafiki komputerowej na Wydziale Elektrotechniki, Automatyki, Informatyki i Elektroniki. Stopień doktora nauk technicznych uzyskał w 2002 roku na Politechnice Krakowskiej w oparciu o interdyscyplinarną rozprawę zatytułowaną „Zastosowanie komputerowej analizy obrazu ultrasonograficznego do badania serca”. Habilitował się w 2018 na Wydziale Grafiki Akademii Sztuk Pięknych w Krakowie. 11 grudnia 2023 prezydent RP nadał Zbigniewowi Latale tytuł profesora w dyscyplinie sztuki plastyczne i konserwacja dzieł sztuki.
Od początku zawodowo związany z Politechniką Krakowską, gdzie doszedł do stanowiska profesora zwyczajnego. Początkowo zatrudniony w Instytucie Materiałoznawstwa i Technologii Metali, w 2003 roku przeniósł się do Instytutu Informatyki Stosowanej. Obecnie kieruje na Wydziale Mechanicznym PK Laboratorium Inżynierii Wzornictwa Przemysłowego. W latach 1983–2003 pracował jako fotograf i grafik w wydawnictwach polskich (miesięcznik Fantastyka) i skandynawskich. Od roku 2005 do 2013 prowadził też zajęcia w Krakowskiej Akademii im. Andrzeja Frycza Modrzewskiego na Wydziale Architektury i Sztuk Pięknych, a w latach 2006–2015 w Małopolskiej Wyższej Szkole im. Józefa Dietla w Krakowie. Specjalizuje się w zagadnieniach z zakresu analizy obrazów i szeroko rozumianego projektowania. Jest autorem i współautorem 38 publikacji naukowych i brał udział w ponad 243 wystawach w Polsce i za granicą.
Należy do Polskiego Towarzystwa Stereologicznego, Stowarzyszenia Dziennikarzy RP, Związku Polskich Artystów Fotografików, Stowarzyszenia Artystycznego Polart, Stowarzyszenia Artystycznego „Ogrody sztuki”, Les Arts Decoratives, China International Design Educator Assiociation.
Odznaczony m.in. Brązowym (2015) i Srebrnym (2022) Medalem „Zasłużony Kulturze Gloria Artis”, Odznaką „Honoris Gratia” (2015), Złotym Medalem za Długoletnią Służbę (2017). Złotym (2019) i Srebrnym (2007) Krzyżem Zasługi.